# Інститут біоколоїдної хімії імені Ф. Д. Овчаренка НАН України
Інститут біоколоїдної хімії НАН України (ІБКХ НАН України) ім. Ф. Д. Овчаренка — науково-дослідний інститут, розташований у Києві.
Інститут створено 1991 року при активній підтримці президента Національної академії наук України Бориса Патона. У складі інституту 100 співробітників, із них 50 докторів і кандидатів наук.
Основним пріоритетом цієї установи є дослідження феномена Володимира Вернадського про вплив живої речовини на неорганічну природу в біосфері і розробку нових технологій видобутку благородних і рідкісних металів.
Інститут є головним в Україні з питань технологічного забезпечення золотовидобутку, здійснював (спільно з «Кривбаспроектом» і «Механобрчорметом») проектування першої в Україні золотодобувної фабрики в Закарпатті. Розробляє концепцію золотодобувної промисловості в Україні. Інститут відомий як розробник нового прогресивного методу біохімічного збагачення золотоносних матеріалів з низькою концентрацією корисного компонента.